# Ruffec, Charente
Ruffec je naselje in občina v zahodnem francoskem departmaju Charente regije Poitou-Charentes. Leta 2006 je naselje imelo 3.614 prebivalcev.

## Geografija
Kraj se nahaja v pokrajini Angoumois ob reki Charente in njenem desnem pritoku Péruse, 44 km severno od središča departmaja Angoulêma.

## Uprava
Ruffec je sedež istoimenskega kantona, v katerega so poleg njegove vključene še občine Les Adjots, Barro, Bioussac, Condac, Couture, Nanteuil-en-Vallée, Poursac, Saint-Georges, Saint-Gourson, Saint-Sulpice-de-Ruffec, Taizé-Aizie, Verteuil-sur-Charente, Vieux-Ruffec in Villegats z 8.625 prebivalci.
Kanton Ruffec je sestavni del okrožja Confolens.

## Zanimivosti
- cerkev sv. Andreja iz 12. do 15. stoletja, francoski zgodovinski spomenik od leta 1903;

## Pobratena mesta
- Pásztó (Madžarska),
- Waldsee (Porenje - Pfalška, Nemčija).